# Uniwersytet Georgii
Uniwersytet Georgii (ang. University of Georgia) – amerykański uniwersytet publiczny z siedzibą w Athens, największy w stanie Georgia. Swój statut otrzymał 27 stycznia 1785 i jest pod tym względem najstarszą uczelnią publiczną w Stanach Zjednoczonych (i drugą w ogóle, po Uniwersytecie Harvarda), jednak studentów zaczął przyjmować dopiero w 1801 (sześć lat po Uniwersytecie Karoliny Północnej w Chapel Hill).

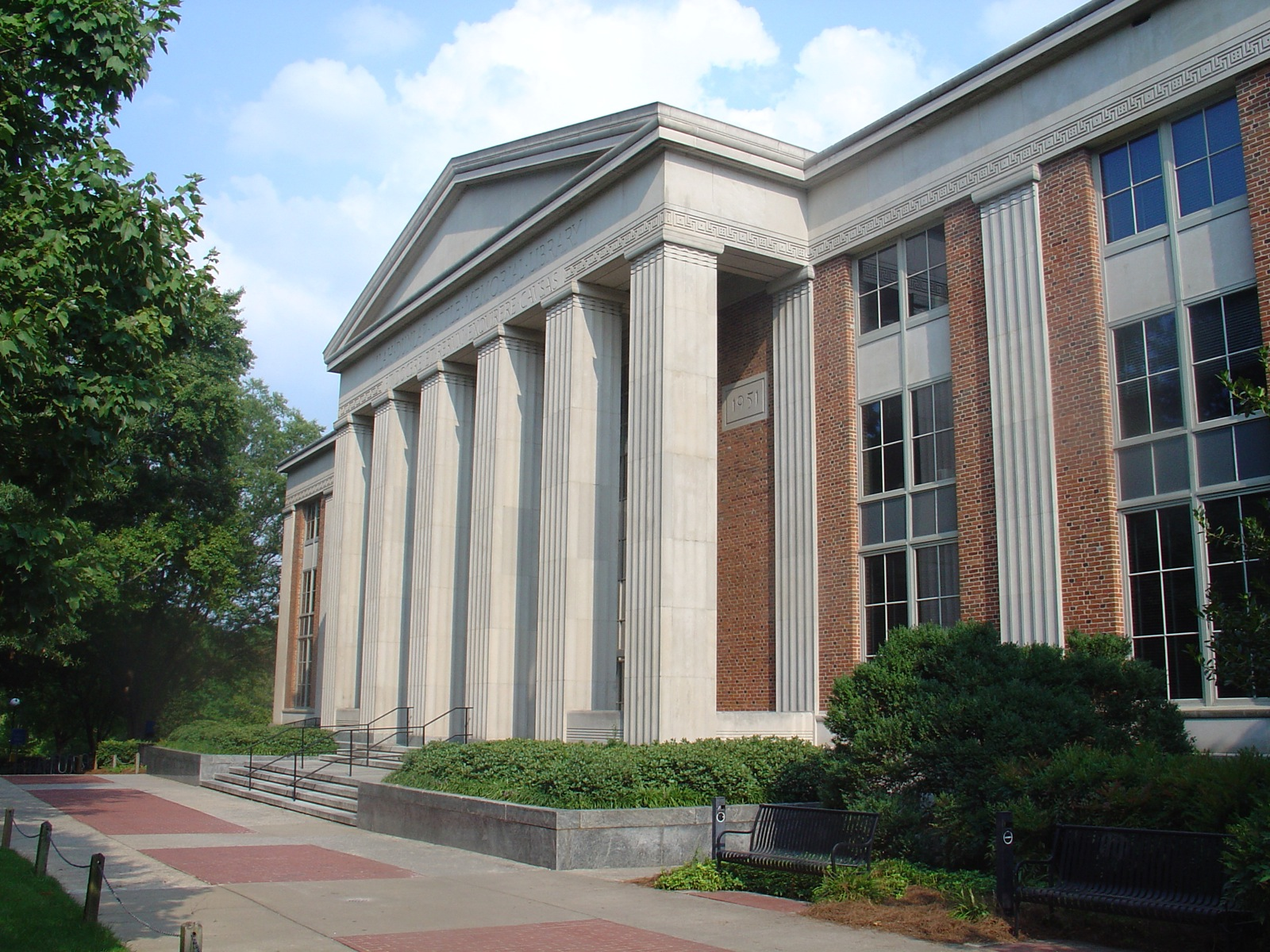
Główna biblioteka w Athens

Największy kampus znajduje się w Athens (110 km na wschód od Atlanty, stolicy stanu), a mniejsze w Griffin (60 km na południe od Alanty) i Tifton (290 km na południe od Atlanty). Ma też dwa kampusy satelickie (w Atlancie i Lawrenceville). Stacje badawcze, pola doświadczalne, budynki i urządzenia znajdują się w 30 hrabstwach na terenie stanu Georgia. Budżet uczelni w 2008 wyniósł 1,22 mld dolarów, z czego na badania przeznaczono 349,4 mln dolarów. Biblioteka z liczbą woluminów przekraczającą 4,7 mln jest uznawana za jedną z trzech najlepszych bibliotek naukowych w Stanach Zjednoczonych.
Uniwersytet założył i obecnie prowadzi Stanowy Ogród Botaniczny w Athens oraz drugi mniejszy w Griffin.

## Struktura
Uniwersytet składa się z 17 jednostek:

- Kolegium Rolnictwa i Nauk o Środowisku
- Kolegium Nauk Humanistycznych i Przyrodniczych im. Benjamina Franklina
- Kolegium Zarządzania im. C. Hermana i Mary Virginia Terry
- Kolegium Ekologii im. Eugene'a Oduma
- Kolegium Nauczycielskie
- Kolegium Architektury Środowiska
- Kolegium Nauk o Żywieniu Człowieka i Konsumpcji
- Szkoła Leśnictwa i Zasobów Naturalnych im. Daniela B. Warnella
- Studium Podyplomowe (policencjackie i pomagisterskie)
- Kolegium Dziennikarstwa i Komunikacji Masowej
- Szkoła Prawnicza
- Kolegium Farmacji
- Kolegium Zdrowia Publicznego
- Szkoła Spraw Publicznych i Międzynarodowych
- Szkoła Pracy Socjalnej
- Kolegium Weterynaryjne
- Kolegium Inżynierii